# Ордалион
«Ордалион» (от англосаксонского ordal — «высший суд, приговор») — российская симфо-блэк/дэт метал-группа, основанная в начале 2002 года и распавшаяся в 2011 году.
Одна из старейших представителей российской симфоник-блэк-метал сцены группа Ордалион сочетала в своей игре как классические приёмы (к примеру, бласт-бит и тремоло, а также скриминг и гроулинг), так и дополнительные штрихи (например, клавишные соло и чистый женский вокал). За время своего существования группа успела записать два полноценных альбома и отыграть больше сотни концертов.

## Дискография
| №                   | Название                         | Длительность |
| ------------------- | -------------------------------- | ------------ |
| 1.                  | «Харон»                          | 4:00         |
| 2.                  | «В поисках чёрных цветов»        | 5:11         |
| 3.                  | «Тайна»                          | 1:42         |
| 4.                  | «Лилит»                          | 5:19         |
| 5.                  | «Волчье сердце»                  | 4:09         |
| 6.                  | «Город грёз»                     | 6:25         |
| 7.                  | «Выворотень»                     | 4:52         |
| 8.                  | «Жертвенный ритуал (Инквизиция)» | 4:51         |
| 9.                  | «Чёрный Мессия»                  | 5:43         |
| Общая длительность: | Общая длительность:              | 42:12        |

| №                   | Название                       | Длительность |
| ------------------- | ------------------------------ | ------------ |
| 1.                  | «Сумасшествие»                 | 5:20         |
| 2.                  | «Генератор случайных чисел...» | 5:40         |
| 3.                  | «В эпицентр огня!!!»           | 5:44         |
| 4.                  | «Серые птицы»                  | 5:24         |
| 5.                  | «Живодёрня»                    | 3:23         |
| 6.                  | «Я видел Бога!!!»              | 4:45         |
| 7.                  | «Влюблённый в луну»            | 5:25         |
| 8.                  | «Чума Сатанизма»               | 5:59         |
| Общая длительность: | Общая длительность:            | 41:40        |

## Распад группы
24 марта 2011 года на официальном сайте группы появилась последняя новость, в которой сообщалось, что группы больше не существует. Причина распада группы не установлена.